# Mouila
Mouila – miasto w Gabonie, stolica prowincji Ngounié. Jest położone przy drodze krajowej N1. Miasto zamieszkuje około 20 000 osób.
Z Mouili pochodzi François Bozizé, obecny prezydent Republiki Środkowoafrykańskiej.